# Jan Pára
Jan Para es un deportista checoslovaco que compitió en piragüismo en la modalidad de eslalon. Ganó dos medallas de plata en el Campeonato Mundial de Piragüismo en Eslalon, en los años 1957 y 1959.

## Palmarés internacional
| Campeonato Mundial | Campeonato Mundial | Campeonato Mundial | Campeonato Mundial |
| Año                | Lugar              | Medalla            | Competición        |
| ------------------ | ------------------ | ------------------ | ------------------ |
| 1957               | Augsburgo (RFA)    | Medalla de plata   | F1 por equipos     |
| 1959               | Ginebra (Suiza)    | Medalla de plata   | F1 por equipos     |